# Tuxtla Gutiérrez
Tuxtla Gutiérrez je hlavní město mexického státu Chiapas. Koncem 16. století se malá vesnička Tuchtlán mění v San Marcos de Tustla, dnešní Tuxtlu Gutiérrez.

## Etymologie
Jak již bylo zmíněno výše Tuxtla Gutiérrez se původně jmenovala Tuchtlán, což je odvozenina od slova Tochtlan, což v jazyce indiánů Toque znamené „Země králíků“. Přídomek Gutiérrez je pak po prvním guvernéru státu Chiapas.

## Obecně

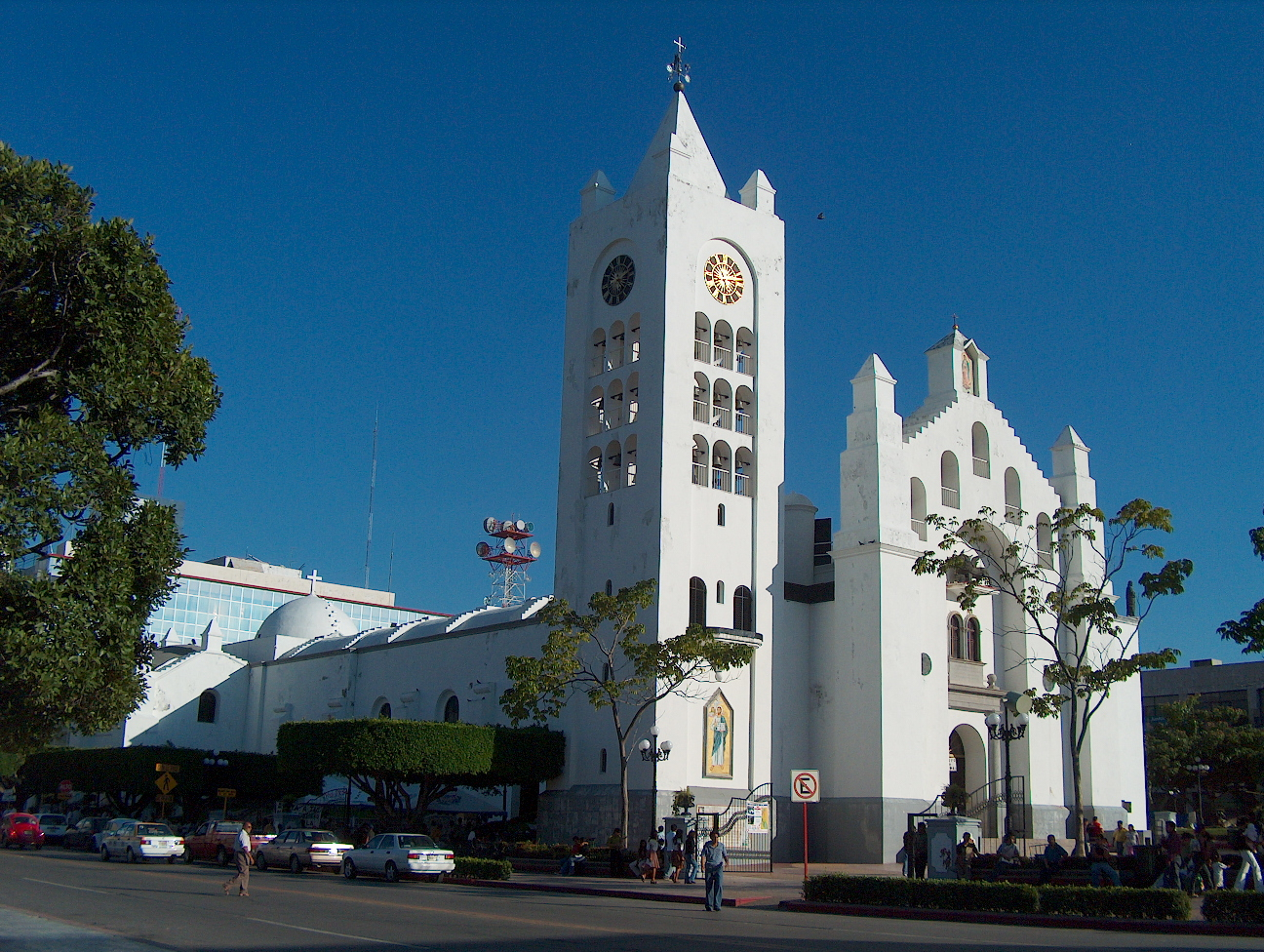
Na snímku Catedral de San Marco v centru Tuxtly Gutiérrez. V popředí je vidět věž se zvonkohrou.

Hlavní město Tuxtla Gutiérrez je sídlem guvernéra, který je volen na tři roky. Prvním guvernérem byl Joaquin Miguel Gutiérrez, podle kterého získalo město i polovinu svého jména. V roce 1829 získalo status města a v roce 1892 se stalo hlavním městem Chiapasu.
Architektura města se jeví nově, protože většina domů je postavena z železobetonu. Většina domů vyšší a střední vrstvy je nízká a rozložitá se zahradou a mnohdy i bazénem. Domky jsou natřeny různými pestrými barvami. Centrum je tvořeno několika starými budovami.
Nachází se zde kostel Svatého Marka, který byl založen v polovině 16. století. Na věži je 48 zvonů. Tato zvonkohra hraje každou hodinu určitou melodii. Po okrajích města jsou rozsáhlé chudinské čtvrti. Tyto čtvrti jsou někdy obestavěny zdí a hlídány vrátným tak, aby ven a dovnitř mohli pouze obyvatelé chatrčí.
Dále se ve městě nachází regionální muzeum Chiapasu zbudované v roce 1985. Ve dvou místnostech je zde instalována expozice dějin původních obyvatel a života v koloniálním období. Je zde Botanická zahrada Dr. Faustina Mirandy a ZOO Miguela Alvareze del Toro, kde jsou chována zvířata žijící v Chiapasu. Kulturními centry jsou divadlo Emilia Rabasy, Chiapaské kongresové centrum a park Marimba.
Nedaleko hlavního města se nachází Národní park Cañon El Sumidero. Mohutné útesy, které dosahují někdy až výšky 700 m, obklopují řeku Grijalva, která je plná nejrůznějších ryb, ale i krokodýlů. Tento nádherný úsek je po 38 km zakončen mohutnou přehradou. Do tohoto caňónu se dá vplout pouze z města Chiapa de Corzo na jihovýchodě od Tuxtly Gutiérrez.